# Podgorje (Kaptol)
Podgorje je naselje u Republici Hrvatskoj u Požeško-slavonskoj županiji, u sastavu općine Kaptol.

## Zemljopis
Podgorje se nalaze sjeveroistočno od Kaptola na južnim padinama Papuka,  susjedna naselja su Vetovo na jugozapadu te Bešinci na zapadu.Podgorje: crkva sv. Katarine
Selo Podgorje nalazi se izmeðu Kaptola i Vetova, ali sjevernije od tih mjesta, odnosno bliže obroncima Papuka, što daje naslutiti i samo ime mjesta. Srednjovjekovni oblik imena kako je zapisivan u latinskim listinama tek  je malo drukèiji od današnjeg: Podgorja ( Podgorya). Najstariji spomen je iz 1282-3, kada je Benedikt, sin Ivanke Veličkoga, u zamjenu za posjed Vrbovu(u Posavini) predao kraljici Elizabeti Kumanki svoj posjed Podgorje što ga je
109 scrinia slavonica 10 (2010), 87-130. 
Samo nešto ranije kupio od sinova nekog Morthunusa. Kraljica je o tome izdala povelju koju je sljedeće godine potvrdio i njezin sin kralj Ladislav IV.(Smièiklas,
Codex diplomaticus
, sv. 6: 421-2, br. 357, i 442-3, br. 374)U kasnom srednjem vijeku Podgorje se spominje više puta, ali uvijek samo u pridjevku pojedinih članova manje plemićke obitelji koja ga je posjedovala. U ranom osmanskom dobu Podgorje je bilo poveliko selo s 28 kuća. (Csánki,
 Magyarország 
, sv. 2: 433, s. v. Podgorja; Buturac,
 Pisani spomenici
, 40, 289, 317, 332, 333, 339, 377; Engel, “Pozsegamegye” (rukopis),s. v. Podgorja;
 Popis sandžaka Požega
, 62-63) Crkva se u Podgorju u zasad poznatim dokumentima srednjega vijeka ne spominje, iako se u tom mjestu sve do danas razmjerno dobro sačuvala, kamenom zidana, jednobrodna crkva romaničkih obilježja, s polukružnim svetištem. Izvorne su joj dimenzije 9 × 6 metara, a dograđivana je u19. stoljeću, kada je dobila i sadašnji zvonik; danas je u funkciji grobljanske kapele i filijale župe u Vetovu. (Horvat i Mirnik, “Graditeljstvo”, 138 i 140,sl. 49) Prvi put je podgorska crkva zabilježena 1653. u sklopu niza vizitacijskih izvještaja fra Mateja Benlića Banjalučanina, naslovnog beogradskog biskupa i apostolskog vikara za donje krajeve turske Ugarske, koji je uglavnom rezi-dirao u Velikoj. Tu se kaže da župa Kaptol, osim crkve u samom Kaptolu, ima i drugu crkvu, “zidanu u starini” i posvećenu sv. Katarini, u podnožju plani-ne u mjestu Podgorju (
quell’altra di mura della antiquit 
B
di SanctaChatarina, sotto la montagna in Podgorie
). Isti biskup Benlić u jednom pismu iz 1673. nabraja obnovljene ili novopodignute crkve na svojem području pa među njima, kao u cijelosti restauriranu, spominje i crkvu sv.Katarine u kaptolskoj župi. (Dević i Martinović,
 Ðakovačka i srijemska biskupija
, sv. 1: 395; Dević
, sv. 4: 171)Fra Petar Nikolić, vikar zagrebačkog biskupa u Slavoniji, pohodio je1660. kao vizitator crkvu u Podgorju te je, nadovezujući se na podatke što ih je dao o crkvama u Kaptolu, zabilježio kratko: “i druga crkva u drugom selu, od kamena i stara, sv. Katarine, i ona je čudotvorna” (Barl
P
, “Popis župa”,164) Kao zasebna župa 
 parochia s. Catharinae in Podgorie
Spominje se Podgorje u popisu slavonskih župa na koje polaže pravo Zagrebačka biskupija, što ga je 1694. izradio Luka Ibrišimović. (Kempf, “Iz požeškoga”, 77 =Hoško, “Ibrišimovićev popis”, 268 i 274)Habsburški popis kaptolačkog vlastelinstva iz 1698. u odjeljku o selu Podgorju kaže kratko: “Ovdje stoji dobro pokrivena crkva sv. Katarine”, a istovrstan popis iz 1702. propušta je spomenuti. (Mažuran,
 Popis naselja
,366; Smièiklas,
 Dvijestogodišnjica
, 156-7)Vizitacijsko izvješće franjevca Josipa Mihića iz 1733. kao jednu od trifilijalne crkve kaptolačke župe spominje onu sv. Katarine u Podgorju. Ona je
110S. Andri
ć
: Podgorje Papuka i Krndije u srednjem ... 
zidana i u dobru stanju, samo bi joj trebao novi krov. (Glogovac, “Kratka izv- ješæa”, 401 = Mihiæ, “Neke crkve”, 39)

## Stanovništvo
Prema popisu stanovništva iz 2001. godine Podgorje je imalo 302 stanovnika.
| broj stanovnika | 355   | 356   | 353   | 364   | 417   | 447   | 425   | 471   | 421   | 444   | 439   | 371   | 282   | 272   | 302   | 253   | 212   |
|                 | 1857. | 1869. | 1880. | 1890. | 1900. | 1910. | 1921. | 1931. | 1948. | 1953. | 1961. | 1971. | 1981. | 1991. | 2001. | 2011. | 2021. |